# Mirco Poloni
Mirco Poloni (Trescore Balneario, 18 settembre 1974) è un dirigente sportivo, allenatore di calcio ed ex calciatore italiano, di ruolo centrocampista, direttore sportivo della Virtus Bergamo.

## Carriera

### Calciatore

#### Club
Centrocampista centrale con compiti di regia, cresce nel vivaio dell'Atalanta, con cui esordisce in Serie A nella stagione 1990-1991, sul campo del Torino, a 17 anni non ancora compiuti. Colleziona un'altra presenza nel campionato 1992-1993, e nella stessa stagione conquista il Torneo di Viareggio, realizzando un gol nella finale contro il Milan. A fine stagione l'Atalanta lo cede nelle categorie inferiori.
Nel 1993-1994 è alla Fiorenzuola, in Serie C1, dove gioca 21 gare per poi retrocedere di una categoria trasferendosi al Cremapergo, dove rimane per una stagione collezionando 22 presenze e 2 reti. Nel 1995-1996 torna in Provincia di Bergamo nelle file dell'Alzano Virescit (31 presenze e 2 gol), mentre le due stagioni successive le gioca con la Solbiatese, per un totale di 37 incontri e 3 reti.
Nell'ottobre 1997 si trasferisce, sempre in Serie C2, all'Albinese, dove gioca 23 partite finendo 2 volte sul tabellino dei marcatori. Alla fine di quella stagione la società si fonde con il Leffe, dando vita all'Unione Calcio AlbinoLeffe, squadra a cui lega tutto il resto della sua carriera. Con i seriani ha disputato 305 partite (312 considerando anche play-off e play-out) e realizzato 10 reti.
Con la maglia dell'Albinoleffe ha conquistato la promozione in Serie C1, al termine della stagione 1998-1999, e la promozione in Serie B, dopo la finale dei play-off vinta contro il Pisa nel 2003. A partire dal 2008 esce dal giro dei titolari, collezionando 6 presenze in due stagioni, a causa di problemi ad un ginocchio, che lo obbligano al ritiro al termine del campionato di Serie B 2009-2010. Con 305 presenze è il recordman di presenze con la maglia dell'Albinoleffe. Gioca la sua ultima partita in maglia blu-celeste il 30 maggio 2010, all'ultima giornata, entrando al 78º al posto di Valerio Foglio.

#### Nazionale
Ha fatto parte della Nazionale Under 17 eliminata al primo turno nel mondiale disputato in Italia nel 1991, disputando tutte le tre partite del girone. L'anno successivo ha disputato due partite nella Nazionale Under 18.

### Allenatore e dirigente
Subito dopo l'addio al calcio giocato, entra nello staff tecnico dell'Albinoleffe, come vice di Emiliano Mondonico insieme a Daniele Fortunato.. Nella stagione 2011-2012 viene rinconfermato nel ruolo, dopo il passaggio di Fortunato al ruolo di allenatore
Dopo aver scontato la squalifica per le vicende del calcioscommesse, nell'estate 2014 passa all'Equipe Lombardia (squadra formata da calciatori disoccupati) come collaboratore di Emiliano Mondonico.
L'11 luglio 2016 diventa direttore sportivo della Virtus Bergamo in Serie D ritrovando mister Armando Madonna.

### Calcioscommesse
Coinvolto nel calcioscommesse come giocatore dell'AlbinoLeffe e diventato pentito, il 31 maggio 2012 patteggiando viene squalificato per 1 anno.
Il 26 luglio viene deferito dal procuratore federale Stefano Palazzi per illecito sportivo in merito ad Albinoleffe-Siena del 2010-2011.
Il 1º agosto dopo essersi visto rifiutare la richiesta di 4 mesi di squalifica con patteggiamento, ripatteggia e ottiene una squalifica pari a 6 mesi da sommare ai 12 mesi del precedente processo.

## Palmarès

### Giocatore

#### Competizioni giovanili
- Campionato Primavera: 1

Atalanta: 1992-1993
- Torneo di Viareggio: 1

Atalanta: 1993
- Trofeo Dossena: 1

Atalanta: 1993

#### Competizioni nazionali
- Coppa Italia Serie C: 1

Albinoleffe: 2001-2002

### Allenatore

#### Competizioni giovanili
- Campionato Berretti: 1

Albinoleffe: 2013-2014